# Mistrzostwa Świata w Łyżwiarstwie Szybkim na Dystansach 2008
11. Mistrzostwa świata w łyżwiarstwie szybkim na dystansach 2008 odbyły się w dniach 6–9 marca 2008 w Nagano w Japonii. Zawody rozegrano w hali M-Wave. Do rozdania było 12 kompletów medali, po 6 w konkurencjach męskich, jak i żeńskich. Najwięcej razy na podium stanęli Holender Sven Kramer oraz Niemka Anni Friesinger. W klasyfikacji medalowej najlepsza była Holandia.

## Uczestnicy
W zawodach wzięło udział 137 łyżwiarzy z 21 krajów.
| Państwa biorące udział w mistrzostwach | Państwa biorące udział w mistrzostwach | Państwa biorące udział w mistrzostwach | Państwa biorące udział w mistrzostwach | Państwa biorące udział w mistrzostwach |
| -------------------------------------- | -------------------------------------- | -------------------------------------- | -------------------------------------- | -------------------------------------- |
| Austria                                | Białoruś                               | Chiny                                  | Czechy                                 | Dania                                  |
| Finlandia                              | Francja                                | Holandia                               | Japonia                                | Kanada                                 |
| Kazachstan                             | Korea Południowa                       | Niemcy                                 | Norwegia                               | Polska                                 |
| Rosja                                  | Rumunia                                | Stany Zjednoczone                      | Szwajcaria                             | Szwecja                                |
| Włochy                                 |                                        |                                        |                                        |                                        |

## Reprezentacja Polski
| - Katarzyna Wójcicka - 1000 metrów – 16 miejsce - 1500 metrów – 8 miejsce - Natalia Czerwonka - 1500 metrów – 20 miejsce - Sztafeta – 6 miejsce | - Maciej Ustynowicz - 500 metrów – 14 miejsce - 1000 metrów – 18 miejsce - Konrad Niedźwiedzki - 1000 metrów – 17 miejsce - 1500 metrów – 15 miejsce - Sławomir Chmura - 5000 metrów – 21 miejsce - Sebastian Druszkiewicz - 5000 metrów – 22 miejsce - Sztafeta – 8 miejsce |

## Medale
| Konkurencja  | Złoto                                                            | Srebro                                                            | Brąz                                                                |
| Kobiety      |                                                                  |                                                                   |                                                                     |
| 500 metrów   | Jenny Wolf · Niemcy                                              | Wang Beixing · Chiny                                              | Annette Gerritsen · Holandia                                        |
| 1000 metrów  | Anni Friesinger · Niemcy                                         | Kristina Groves · Kanada                                          | Annette Gerritsen · Holandia                                        |
| 1500 metrów  | Anni Friesinger · Niemcy                                         | Paulien van Deutekom · Holandia                                   | Kristina Groves · Kanada                                            |
| 3000 metrów  | Kristina Groves · Kanada                                         | Paulien van Deutekom · Holandia                                   | Daniela Anschütz-Thoms · Niemcy                                     |
| 5000 metrów  | Martina Sáblíková · Czechy                                       | Clara Hughes · Kanada                                             | Kristina Groves · Kanada                                            |
| Sztafeta     | Renate Groenewold · Ireen Wüst · Paulien van Deutekom · Holandia | Kristina Groves · Christine Nesbitt · Brittany Schussler · Kanada | Claudia Pechstein · Daniela Anschütz-Thoms · Lucille Opitz · Niemcy |
| Mężczyźni    |                                                                  |                                                                   |                                                                     |
| 500 metrów   | Jeremy Wotherspoon · Kanada                                      | Lee Kyu-hyeok · Korea Południowa                                  | Jōji Katō · Japonia                                                 |
| 1000 metrów  | Shani Davis · Stany Zjednoczone                                  | Jewgienij Łalenkow · Rosja                                        | Denny Morrison · Kanada                                             |
| 1500 metrów  | Denny Morrison · Kanada                                          | Sven Kramer · Holandia                                            |                                                                     |
| 1500 metrów  | Denny Morrison · Kanada                                          | Shani Davis · Stany Zjednoczone                                   |                                                                     |
| 5000 metrów  | Sven Kramer · Holandia                                           | Enrico Fabris · Włochy                                            | Wouter Olde Heuvel · Holandia                                       |
| 10000 metrów | Sven Kramer · Holandia                                           | Enrico Fabris · Włochy                                            | Bob de Jong · Holandia                                              |
| Sztafeta     | Sven Kramer · Wouter Olde Heuvel · Erben Wennemars · Holandia    | Enrico Fabris · Matteo Anesi · Luca Stefani · Włochy              | Jörg Dallmann · Stefan Heythausen · Marco Weber · Niemcy            |

## Wyniki

### Kobiety

#### 500 m
- Data: 8 marca 2008

DNS – nie wystartowała
| Pozycja | Zawodniczka          | Kraj              | 500 m       | 500 m       | Suma    |
| ------- | -------------------- | ----------------- | ----------- | ----------- | ------- |
|         | Jenny Wolf           | Niemcy            | 37.88 (1.)  | 37.74 (1.)  | 1:15.62 |
|         | Wang Beixing         | Chiny             | 38.18 (2.)  | 38.10 (2.)  | 1:16.28 |
|         | Annette Gerritsen    | Holandia          | 38.72 (5.)  | 38.48 (4.)  | 1:17.20 |
| 4.      | Lee Sang-hwa         | Korea Południowa  | 38.85 (7.)  | 38.37 (3.)  | 1:17.22 |
| 5.      | Sayuri Yoshii        | Japonia           | 38.68 (3.)  | 38.62 (5.)  | 1:17.30 |
| 6.      | Marianne Timmer      | Holandia          | 38.77 (6.)  | 38.66 (6.)  | 1:17.43 |
| 7.      | Zhang Shuang         | Chiny             | 38.71 (4.)  | 38.77 (7.)  | 1:17.48 |
| 8.      | Sayuri Ōsuga         | Japonia           | 38.93 (8.)  | 38.83 (8.)  | 1:17.76 |
| 9.      | Swietłana Kajkan     | Rosja             | 39.01 (9.)  | 38.94 (10.) | 1:17.95 |
| 10.     | Shannon Rempel       | Kanada            | 39.11 (11.) | 38.95 (11.) | 1:18.06 |
| 11.     | Judith Hesse         | Niemcy            | 39.19 (13.) | 38.93 (9.)  | 1:18.12 |
| 12.     | Julija Niemaja       | Rosja             | 39.08 (10.) | 39.08 (12.) | 1:18.16 |
| 13.     | Chiara Simionato     | Włochy            | 39.17 (12.) | 39.47 (15.) | 1:18.64 |
| 14.     | Elli Ochowicz        | Stany Zjednoczone | 39.37 (15.) | 39.46 (14.) | 1:18.83 |
| 15.     | Xing Aihua           | Chiny             | 39.66 (17.) | 39.18 (13.) | 1:18.84 |
| 16.     | Kerry Simpson        | Kanada            | 39.41 (16.) | 39.54 (16.) | 1:18.95 |
| 17.     | Heike Hartmann       | Niemcy            | 39.85 (19.) | 39.64 (18.) | 1:19.49 |
| 18.     | Swiatłana Radkiewicz | Białoruś          | 40.03 (20.) | 39.56 (17.) | 1:19.59 |
| 19.     | Natasja Bruintjes    | Holandia          | 39.67 (18.) | 39.93 (19.) | 1:19.60 |
| 20.     | Kim Yu-rim           | Korea Południowa  | 40.11 (22.) | 39.93 (19.) | 1:20.04 |
| 21.     | Kim Weger            | Kanada            | 40.03 (20.) | 40.16 (21.) | 1:20.19 |
| 22.     | Lauren Cholewinski   | Stany Zjednoczone | 40.68 (23.) | 40.46 (22.) | 1:21.14 |
| DNS     | Nao Kodaira          | Japonia           | 39.19 (13.) | DNS         |         |

#### 1000 m
- Data: 9 marca 2008

| Pozycja | Zawodniczka          | Kraj              | Czas    |
| ------- | -------------------- | ----------------- | ------- |
|         | Anni Friesinger      | Niemcy            | 1:15.37 |
|         | Kristina Groves      | Kanada            | 1:16.01 |
|         | Annette Gerritsen    | Holandia          | 1:16.35 |
| 4.      | Christine Nesbitt    | Kanada            | 1:16.44 |
| 5.      | Paulien van Deutekom | Holandia          | 1:16.89 |
| 6.      | Wang Beixing         | Chiny             | 1:17.20 |
| 7.      | Shannon Rempel       | Kanada            | 1:17.21 |
| 8.      | Sayuri Yoshii        | Japonia           | 1:17.23 |
| 9.      | Ireen Wüst           | Holandia          | 1:17.29 |
| 10.     | Chiara Simionato     | Włochy            | 1:17.36 |
| 11.     | Wang Fei             | Chiny             | 1:17.40 |
| 12.     | Nao Kodaira          | Japonia           | 1:17.55 |
| 13.     | Monique Angermüller  | Niemcy            | 1:17.97 |
| 14.     | Zhang Shuang         | Chiny             | 1:18.21 |
| 15.     | Kim Yu-rim           | Korea Południowa  | 1:18.29 |
| 16.     | Katarzyna Wójcicka   | Polska            | 1:18.41 |
| 17.     | Julija Niemaja       | Rosja             | 1:18.58 |
| 18.     | Lee Sang-hwa         | Korea Południowa  | 1:18.78 |
| 19.     | Pamela Zoellner      | Niemcy            | 1:18.84 |
| 20.     | Elli Ochowicz        | Stany Zjednoczone | 1:18.98 |
| 21.     | Shihomi Shin’ya      | Japonia           | 1:19.20 |
| 22.     | Swietłana Kajkan     | Rosja             | 1:19.42 |
| 23.     | Swiatłana Radkiewicz | Białoruś          | 1:19.83 |
| 24.     | Lee Bo-ra            | Korea Południowa  | 1:20.60 |

#### 1500 m
- Data: 6 marca 2008

| Pozycja | Zawodniczka            | Kraj             | Czas    |
| ------- | ---------------------- | ---------------- | ------- |
|         | Anni Friesinger        | Niemcy           | 1:56.06 |
|         | Paulien van Deutekom   | Holandia         | 1:57.36 |
|         | Kristina Groves        | Kanada           | 1:57.63 |
| 4.      | Daniela Anschütz-Thoms | Niemcy           | 1:58.81 |
| 5.      | Christine Nesbitt      | Kanada           | 1:58.85 |
| 6.      | Brittany Schussler     | Kanada           | 1:59.40 |
| 7.      | Ireen Wüst             | Holandia         | 1:59.52 |
| 8.      | Katarzyna Wójcicka     | Polska           | 2:00.04 |
| 9.      | Chiara Simionato       | Włochy           | 2:00.09 |
| 10.     | Maki Tabata            | Japonia          | 2:00.28 |
| 11.     | Jorien Voorhuis        | Holandia         | 2:00.62 |
| 12.     | Monique Angermüller    | Niemcy           | 2:01.09 |
| 13.     | Lee Ju-yeon            | Korea Południowa | 2:01.16 |
| 14.     | Masako Hozumi          | Japonia          | 2:01.66 |
| 15.     | Natalja Rybakowa       | Kazachstan       | 2:01.87 |
| 16.     | Kim Yu-rim             | Korea Południowa | 2:02.11 |
| 17.     | Wang Fei               | Chiny            | 2:02.26 |
| 18.     | Hiromi Ōtsu            | Japonia          | 2:03.97 |
| 19.     | Bianca Anghel          | Rumunia          | 2:04.54 |
| 20.     | Natalia Czerwonka      | Polska           | 2:07.10 |

#### 3000 m
- Data: 7 marca 2008

| Pozycja | Zawodniczka            | Kraj              | Czas    |
| ------- | ---------------------- | ----------------- | ------- |
|         | Kristina Groves        | Kanada            | 4:05.03 |
|         | Paulien van Deutekom   | Holandia          | 4:05.49 |
|         | Daniela Anschütz-Thoms | Niemcy            | 4:05.76 |
| 4.      | Martina Sáblíková      | Czechy            | 4:05.92 |
| 5.      | Claudia Pechstein      | Niemcy            | 4:08.40 |
| 6.      | Clara Hughes           | Kanada            | 4:09.88 |
| 7.      | Renate Groenewold      | Holandia          | 4:10.68 |
| 8.      | Diane Valkenburg       | Holandia          | 4:11.49 |
| 9.      | Masako Hozumi          | Japonia           | 4:11.74 |
| 10.     | Maki Tabata            | Japonia           | 4:13.15 |
| 11.     | Katrin Mattscherodt    | Niemcy            | 4:14.34 |
| 12.     | Catherine Raney        | Stany Zjednoczone | 4:15.08 |
| 13.     | Brittany Schussler     | Kanada            | 4:17.49 |
| 14.     | Natalja Rybakowa       | Kazachstan        | 4:18.20 |
| 15.     | Mari Hemmer            | Norwegia          | 4:18.33 |
| 16.     | Lee Ju-yeon            | Korea Południowa  | 4:18.38 |
| 17.     | Hiromi Ōtsu            | Japonia           | 4:19.28 |
| 18.     | Anna Rokita            | Austria           | 4:19.44 |
| 19.     | Wang Fei               | Chiny             | 4:19.52 |
| 20.     | Cathrine Grage         | Dania             | 4:24.46 |
| 21.     | Bianca Anghel          | Rumunia           | 4:25.48 |

#### 5000 m
- Data: 9 marca 2008

| Pozycja | Zawodniczka            | Kraj              | Czas    |
| ------- | ---------------------- | ----------------- | ------- |
|         | Martina Sáblíková      | Czechy            | 6:58.22 |
|         | Clara Hughes           | Kanada            | 7:04.79 |
|         | Kristina Groves        | Kanada            | 7:04.94 |
| 4.      | Claudia Pechstein      | Niemcy            | 7:05.44 |
| 5.      | Daniela Anschütz-Thoms | Niemcy            | 7:07.23 |
| 6.      | Renate Groenewold      | Holandia          | 7:07.64 |
| 7.      | Masako Hozumi          | Japonia           | 7:12.05 |
| 8.      | Paulien van Deutekom   | Holandia          | 7:12.77 |
| 9.      | Diane Valkenburg       | Holandia          | 7:14.18 |
| 10.     | Katrin Mattscherodt    | Niemcy            | 7:18.16 |
| 11.     | Catherine Raney        | Stany Zjednoczone | 7:20.15 |
| 12.     | Christine Nesbitt      | Kanada            | 7:21.04 |
| 13.     | Anna Rokita            | Austria           | 7:22.02 |
| 14.     | Cathrine Grage         | Dania             | 7:22.30 |
| 15.     | Eriko Ishino           | Japonia           | 7:26.65 |
| 16.     | Mari Hemmer            | Norwegia          | 7:28.83 |

#### Sztafeta
- Data: 8 marca 2008

| Pozycja | Drużyna                                                                   | Czas    |
| ------- | ------------------------------------------------------------------------- | ------- |
|         | Holandia · Renate Groenewold · Ireen Wüst · Paulien van Deutekom          | 3:02.19 |
|         | Kanada · Kristina Groves · Christine Nesbitt · Brittany Schussler         | 3:02.87 |
|         | Niemcy · Claudia Pechstein · Daniela Anschütz-Thoms · Lucille Opitz ·     | 3:07.57 |
| 4.      | Japonia · Maki Tabata · Masako Hozumi · Hiromi Ōtsu                       | 3:09.57 |
| 5.      | Stany Zjednoczone · Catherine Raney · Maria Lamb · Nancy Swider-Peltz Jr. | 3:10.41 |
| 6.      | Polska · Katarzyna Wójcicka · Karolina Ksyt · Luiza Złotkowska            | 3:12.28 |
| 7.      | Rumunia · Bianca Anghel · Andrea Lăzărescu · Daniela Oltean               | 3:15.66 |

### Mężczyźni

#### 500 m
- Data: 7 marca 2008

f – wywrócił się
| Pozycja | Zawodnik            | Kraj              | 500 m          | 500 m          | Suma    |
| ------- | ------------------- | ----------------- | -------------- | -------------- | ------- |
|         | Jeremy Wotherspoon  | Kanada            | 34.78 (1.)     | 34.68 (1.)     | 1:09.46 |
|         | Lee Kyu-hyeok       | Korea Południowa  | 35.11 (2.)     | 34.90 (2.)     | 1:10.01 |
|         | Jōji Katō           | Japonia           | 35.25 (5.)     | 35.07 (3.)     | 1:10.32 |
| 4.      | Mun Jun             | Korea Południowa  | 35.14 (3.)     | 35.21 (6.)     | 1:10.35 |
| 5.      | Dmitrij Łobkow      | Rosja             | 35.21 (4.)     | 35.17 (5.)     | 1:10.38 |
| 6.      | Keiichirō Nagashima | Japonia           | 35.35 (6.)     | 35.10 (4.)     | 1:10.45 |
| 7.      | Mika Poutala        | Finlandia         | 35.35 (6.)     | 35.26 (8.)     | 1:10.61 |
| 8.      | Mike Ireland        | Kanada            | 35.44 (8.)     | 35.21 (6.)     | 1:10.65 |
| 9.      | Yu Fengtong         | Chiny             | 35.60 (11.)    | 35.37 (9.)     | 1:10.97 |
| 10.     | Kip Carpenter       | Stany Zjednoczone | 35.66 (13.)    | 35.48 (10.)    | 1:11.14 |
| 11.     | Lee Kang-seok       | Korea Południowa  | 35.49 (9.)     | 35.73 (16.)    | 1:11.22 |
| 12.     | Jacques de Koning   | Holandia          | 35.67 (15.)    | 35.58 (12.)    | 1:11.25 |
| 13.     | Tadashi Obara       | Japonia           | 35.66 (13.)    | 35.61 (13.)    | 1:11.27 |
| 14.     | Maciej Ustynowicz   | Polska            | 35.61 (12.)    | 35.76 (18.)    | 1:11.37 |
| 15.     | Simon Kuipers       | Holandia          | 35.84 (18.)    | 35.63 (14.)    | 1:11.47 |
| 16.     | Jan Smeekens        | Holandia          | 35.77 (16.)    | 35.73 (16.)    | 1:11.50 |
| 17.     | Vincent Labrie      | Kanada            | 35.87 (19.)    | 35.69 (15.)    | 1:11.56 |
| 18.     | Tucker Fredricks    | Stany Zjednoczone | 35.77 (16.)    | 36.53 (23.)    | 1:12.30 |
| 19.     | Pasi Koskela        | Finlandia         | 36.19 (20.)    | 36.39 (20.)    | 1:12.58 |
| 20.     | Anton Hahn          | Niemcy            | 36.55 (21.)    | 36.29 (19.)    | 1:12.84 |
| 21.     | Chris Needham       | Stany Zjednoczone | 36.62 (22.)    | 36.46 (22.)    | 1:13.08 |
| 22.     | Nico Ihle           | Niemcy            | 38.46 (23.)    | 36.40 (21.)    | 1:14.86 |
| 23.     | An Weijiang         | Chiny             | 1:11.58f (24.) | 35.51 (11.)    | 1:47.09 |
| 24.     | Pekka Koskela       | Finlandia         | 35.58 (10.)    | 1:30.39f (24.) | 2:05.97 |

#### 1000 m
- Data: 8 marca 2008

DNF – nie ukończył
| Pozycja | Zawodnik                 | Kraj              | Czas    |
| ------- | ------------------------ | ----------------- | ------- |
|         | Shani Davis              | Stany Zjednoczone | 1:08.99 |
|         | Jewgienij Łalenkow       | Rosja             | 1:09.39 |
|         | Denny Morrison           | Kanada            | 1:09.42 |
| 4.      | Jeremy Wotherspoon       | Kanada            | 1:09.67 |
| 5.      | Jan Bos                  | Holandia          | 1:09.71 |
| 6.      | Lee Kyu-hyeok            | Korea Południowa  | 1:09.77 |
| 7.      | Simon Kuipers            | Holandia          | 1:09.82 |
| 8.      | Kip Carpenter            | Stany Zjednoczone | 1:09.89 |
| 9.      | Mika Poutala             | Finlandia         | 1:09.91 |
| 10.     | Mun Jun                  | Korea Południowa  | 1:09.97 |
| 11.     | Pekka Koskela            | Finlandia         | 1:10.07 |
| 12.     | Keiichirō Nagashima      | Japonia           | 1:10.33 |
| 13.     | Lee Ki-ho                | Korea Południowa  | 1:10.61 |
| 14.     | Nick Pearson             | Stany Zjednoczone | 1:10.71 |
| 15.     | Takaharu Nakajima        | Japonia           | 1:10.73 |
| 16.     | Aleksiej Jesin           | Rosja             | 1:11.00 |
| 17.     | Konrad Niedźwiedzki      | Polska            | 1:11.02 |
| 18.     | Maciej Ustynowicz        | Polska            | 1:11.06 |
| 19.     | Tadashi Obara            | Japonia           | 1:11.25 |
| 20.     | Samuel Schwarz           | Niemcy            | 1:11.32 |
| 21.     | François-Olivier Roberge | Kanada            | 1:11.69 |
| 22.     | Mikael Flygind Larsen    | Norwegia          | 1:11.81 |
| 23.     | Yu Fengtong              | Chiny             | 1:12.11 |
| DNF     | Mark Tuitert             | Holandia          | DNF     |

#### 1500 m
- Data: 9 marca 2008

| Pozycja | Zawodnik                  | Kraj              | Czas    |
| ------- | ------------------------- | ----------------- | ------- |
|         | Denny Morrison            | Kanada            | 1:45.22 |
|         | Shani Davis               | Stany Zjednoczone | 1:45.32 |
|         | Sven Kramer               | Holandia          | 1:45.32 |
| 4.      | Enrico Fabris             | Włochy            | 1:45.83 |
| 5.      | Simon Kuipers             | Holandia          | 1:46.34 |
| 6.      | Mark Tuitert              | Holandia          | 1:47.02 |
| 7.      | Chad Hedrick              | Stany Zjednoczone | 1:48.19 |
| 8.      | Steven Elm                | Kanada            | 1:48.34 |
| 9.      | Trevor Marsicano          | Stany Zjednoczone | 1:48.74 |
| 10.     | Samuel Schwarz            | Niemcy            | 1:49.05 |
| 11.     | Aleksiej Jesin            | Rosja             | 1:49.20 |
| 12.     | Lee Jong-u                | Korea Południowa  | 1:49.42 |
| 13.     | Arne Dankers              | Kanada            | 1:49.67 |
| 14.     | Takaharu Nakajima         | Japonia           | 1:49.94 |
| 15.     | Konrad Niedźwiedzki       | Polska            | 1:49.95 |
| 16.     | Christoffer Fagerli Rukke | Norwegia          | 1:50.29 |
| 17.     | Robert Lehmann            | Niemcy            | 1:51.57 |
| 18.     | Wital Michajłau           | Białoruś          | 1:51.72 |
| 19.     | Risto Rosendahl           | Finlandia         | 1:51.99 |
| 20.     | Dmitrij Babienko          | Kazachstan        | 1:53.10 |

#### 5000 m
- Data: 6 marca 2008

| Pozycja | Zawodnik               | Kraj              | Czas    |
| ------- | ---------------------- | ----------------- | ------- |
|         | Sven Kramer            | Holandia          | 6:17.24 |
|         | Enrico Fabris          | Włochy            | 6:20.22 |
| 03 !    | Wouter Olde Heuvel     | Holandia          | 6:24.05 |
| 4.      | Carl Verheijen         | Holandia          | 6:29.41 |
| 5.      | Shani Davis            | Stany Zjednoczone | 6:30.00 |
| 6.      | Arne Dankers           | Kanada            | 6:31.76 |
| 7.      | Marco Weber            | Niemcy            | 6:32.96 |
| 8.      | Øystein Grødum         | Norwegia          | 6:33.54 |
| 9.      | Iwan Skobriew          | Rosja             | 6:33.55 |
| 10.     | Henrik Christiansen    | Norwegia          | 6:34.18 |
| 11.     | Hiroki Hirako          | Japonia           | 6:34.28 |
| 12.     | Justin Warsylewicz     | Kanada            | 6:38.01 |
| 13.     | Steven Elm             | Kanada            | 6:39.41 |
| 14.     | Chad Hedrick           | Stany Zjednoczone | 6:40.07 |
| 15.     | Trevor Marsicano       | Stany Zjednoczone | 6:40.30 |
| 16.     | Roger Schneider        | Szwajcaria        | 6:40.63 |
| 17.     | Johan Röjler           | Szwecja           | 6:40.95 |
| 18.     | Artiom Biełousow       | Rosja             | 6:42.73 |
| 19.     | Shigeyuki Dejima       | Japonia           | 6:42.78 |
| 20.     | Tobias Schneider       | Niemcy            | 6:44.67 |
| 21.     | Sławomir Chmura        | Polska            | 6:47.05 |
| 22.     | Sebastian Druszkiewicz | Polska            | 6:47.41 |
| 23.     | Dmitrij Babienko       | Kazachstan        | 6:48.19 |
| 24.     | Wital Michajłau        | Białoruś          | 6:51.74 |

#### 10000 m
- Data: 8 marca 2008

| Pozycja | Zawodnik           | Kraj              | Czas     |
| ------- | ------------------ | ----------------- | -------- |
|         | Sven Kramer        | Holandia          | 12:57.71 |
|         | Enrico Fabris      | Włochy            | 13:18.81 |
| 03 !    | Bob de Jong        | Holandia          | 13:25.01 |
| 4.      | Øystein Grødum     | Norwegia          | 13:25.01 |
| 5.      | Mark Ooijevaar     | Holandia          | 13:28.09 |
| 6.      | Marco Weber        | Niemcy            | 13:32.88 |
| 7.      | Arne Dankers       | Kanada            | 13:34.68 |
| 8.      | Hiroki Hirako      | Japonia           | 13:41.31 |
| 9.      | Roger Schneider    | Szwajcaria        | 13:43.39 |
| 10.     | Chad Hedrick       | Stany Zjednoczone | 13:44.99 |
| 11.     | Artiom Biełousow   | Rosja             | 13:53.14 |
| 12.     | Tristan Loy        | Francja           | 13:56.65 |
| 13.     | Justin Warsylewicz | Kanada            | 14:00.62 |

#### Sztafeta
- Data: 8 marca 2008

| Pozycja | Drużyna                                                                | Czas    |
| ------- | ---------------------------------------------------------------------- | ------- |
|         | Holandia · Sven Kramer · Wouter Olde Heuvel · Erben Wennemars          | 3:41.69 |
|         | Włochy · Enrico Fabris · Matteo Anesi · Luca Stefani                   | 3:46.76 |
|         | Niemcy · Jörg Dallmann · Stefan Heythausen · Marco Weber ·             | 3:47.71 |
| 4.      | Kanada · Denny Morrison · Steven Elm · Arne Dankers                    | 3:47.77 |
| 5.      | Japonia · Hiroki Hirako · Shigeyuki Dejima · Teruhiro Sugimori         | 3:48.54 |
| 6.      | Norwegia · Mikael Flygind Larsen · Sverre Haugli · Henrik Christiansen | 3:48.61 |
| 7.      | Rosja · Iwan Skobriew · Jewgienij Łalenkow · Aleksiej Junin            | 3:48.93 |
| 8.      | Polska · Konrad Niedźwiedzki · Sebastian Druszkiewicz · Robert Kustra  | 4:19.52 |

## Klasyfikacje medalowe

### Kobiety
| Miejsce | Zawodniczka            | Państwo  |   |   |   | Razem |
| ------- | ---------------------- | -------- | - | - | - | ----- |
| 1.      | Anni Friesinger        | Niemcy   | 2 | 0 | 0 | 2     |
| 2.      | Kristina Groves        | Kanada   | 1 | 2 | 2 | 5     |
| 3.      | Paulien van Deutekom   | Holandia | 1 | 2 | 0 | 3     |
| =4.     | Renate Groenewold      | Holandia | 1 | 0 | 0 | 1     |
| =4.     | Martina Sáblíková      | Czechy   | 1 | 0 | 0 | 1     |
| =4.     | Jenny Wolf             | Niemcy   | 1 | 0 | 0 | 1     |
| =4.     | Ireen Wüst             | Niemcy   | 1 | 0 | 0 | 1     |
| =8.     | Wang Beixing           | Chiny    | 0 | 1 | 0 | 1     |
| =8.     | Clara Hughes           | Kanada   | 0 | 1 | 0 | 1     |
| =8.     | Christine Nesbitt      | Kanada   | 0 | 1 | 0 | 1     |
| =8.     | Brittany Schussler     | Kanada   | 0 | 1 | 0 | 1     |
| =12.    | Daniela Anschütz-Thoms | Niemcy   | 0 | 0 | 2 | 2     |
| =12.    | Annette Gerritsen      | Holandia | 0 | 0 | 2 | 2     |
| =14.    | Lucille Opitz          | Niemcy   | 0 | 0 | 1 | 1     |
| =14.    | Claudia Pechstein      | Niemcy   | 0 | 0 | 1 | 1     |

### Mężczyźni
| Miejsce | Zawodnik           | Państwo           |   |   |   | Razem |
| ------- | ------------------ | ----------------- | - | - | - | ----- |
| 1.      | Sven Kramer        | Holandia          | 3 | 1 | 0 | 4     |
| 2.      | Shani Davis        | Stany Zjednoczone | 1 | 1 | 0 | 2     |
| =3.     | Denny Morrison     | Kanada            | 1 | 0 | 1 | 2     |
| =3.     | Wouter Olde Heuvel | Holandia          | 1 | 0 | 1 | 2     |
| =5.     | Erben Wennemars    | Holandia          | 1 | 0 | 0 | 1     |
| =5.     | Jeremy Wotherspoon | Kanada            | 1 | 0 | 0 | 1     |
| 7.      | Enrico Fabris      | Włochy            | 0 | 3 | 0 | 3     |
| =8.     | Matteo Anesi       | Włochy            | 0 | 1 | 0 | 1     |
| =8.     | Lee Kyu-hyeok      | Korea Południowa  | 0 | 1 | 0 | 1     |
| =8.     | Jewgienij Łalenkow | Rosja             | 0 | 1 | 0 | 1     |
| =8.     | Luca Stefani       | Włochy            | 0 | 1 | 0 | 1     |
| =12.    | Jörg Dallmann      | Niemcy            | 0 | 0 | 1 | 1     |
| =12.    | Stefan Heythausen  | Niemcy            | 0 | 0 | 1 | 1     |
| =12.    | Bob de Jong        | Holandia          | 0 | 0 | 1 | 1     |
| =12.    | Jōji Katō          | Japonia           | 0 | 0 | 1 | 1     |
| =12.    | Marco Weber        | Niemcy            | 0 | 0 | 1 | 1     |

### Państwa
| Miejsce | Państwo           |   |   |   | Razem |
| ------- | ----------------- | - | - | - | ----- |
| 1.      | Holandia          | 4 | 3 | 4 | 11    |
| 2.      | Kanada            | 3 | 3 | 3 | 9     |
| 3.      | Niemcy            | 3 | 0 | 3 | 6     |
| 4.      | Stany Zjednoczone | 1 | 1 | 0 | 2     |
| 5.      | Czechy            | 1 | 0 | 0 | 1     |
| 6.      | Włochy            | 0 | 3 | 0 | 3     |
| 7.      | Chiny             | 0 | 1 | 0 | 1     |
| 7.      | Korea Południowa  | 0 | 1 | 0 | 1     |
| 7.      | Rosja             | 0 | 1 | 0 | 1     |
| 10.     | Japonia           | 0 | 0 | 1 | 1     |